# Kefas z Ikonium
Kefas – w teologii prawosławnej wymieniany jest jako jeden z Siedemdziesięciu dwóch wysłanników Jezusa Chrystusa, biskup Ikonium. Jest jednym ze świętych prawosławnych. Jego wspomnienie w grupie apostołów przypada na 4/17 stycznia.
Nie jest bezpośrednio wymieniany w tekstach biblijnych. Tradycja wschodnia identyfikuje Kefasa z postacią wymienianą w Nowym Testamencie w Liście do Koryntian apostoła Pawła (1 Kor 15, 5-6 (BT). Większość biblistów utożsamia Kefasa z tego listu z Piotrem Apostołem.